# Монрой Арарат, Жорди
Жоа Жорди Монрой Арарат (арм. Ժոաո Ժորդի Մոնրոյ Արարատ, исп. Jordy João Monroy Ararat; родился 3 января 1996 года в Боготе, Колумбия) — армяно-колумбийский футболист, защитник клуба «Индепендьенте Медельин». Выступал за сборную Армении.

## Карьера

### Клубная
Монрой — воспитанник футбольного клуба «Санта-Фе», в составе которого дебютировал 16 ноября 2015 года в матче чемпионата Колумбии против клуба «Хагуарес де Кордова». В составе «Санта-Фе» провёл 8 матчей, после чего в 2017 году перешёл в клуб второго по силе дивизиона Колумбии «Бояка Чико».

### Международная
Мать Монроя имеет армянское происхождение, что в 2018 году дало возможность Жоа выступать за сборную Армении. 29 мая 2018 года в товарищеском матче против сборной Мальты дебютировал за сборную Армении.

## Достижения
«Санта-Фе»
- Чемпион Колумбии: 2016

«Бояка Чико»
- Чемпион Примеры В Колумбии: 2017